# Laura Mantecón Arteaga
Laura Fernández de Arteaga y Mantecón-Pacheco (1845 – 14 de diciembre de 1900) fue la esposa del general de división Manuel González, quien fue presidente de México de 1880 a 1884. Laura, era hija de una pudiente familia oaxaqueña; fue educada de manera notable. Contrajo matrimonio en 1860 con el viudo Manuel González; tuvieron dos hijos, Manuel y Fernando. Su esposo era dado a la vida crápula en los burdeles, y desde inicios del matrimonio, fue maltratada física y económicamente. También tuvo él múltiples aventuras con mujeres jóvenes y tuvo hijos fuera del matrimonio, que él mismo reconoció.
En 1885 Laura Mantecón presentó ante la 2.ª sala del juzgado civil lo que sería el primer juicio de divorcio en México. Aunque ella redactó las pruebas presentadas ante dicha instancia, fue representada por Juan Cordero.
El general González cambió el Código Civil para perjudicarla en el juicio y también usó sus influencias como político y alto funcionario para comprar a la justicia y poner a los jueces del caso a su favor. Ella puso una escuela, una casa de huéspedes, estudió homeopatía en el extranjero, se hizo costurera y abrió una tienda de ropa para dama; sin embargo, su esposo hizo todo lo posible por hostigarla y destruir sus proyectos. Ni familiares ni amigos quisieron ayudarla; terminando sus últimos días viviendo sola, sin ver a sus hijos y en la miseria.[cita requerida]

## Primeros años
La familia Fernández de Arteaga Mantecón se estableció en Oaxaca de Juárez a principios del siglo XVII; sus vínculos familiares, comerciales, políticos y financieros eran muy amplios en esa región de la República Mexicana. Laura vino al mundo en el año de 1845 siendo hija de una familia de buena posición económica encabezada por sus padres, el abogado y político capitalino José Manuel Simeón Fernández de Arteaga y González (18 de febrero de 1810- 27 de marzo de 1855), quien se desempeñara como gobernador de Oaxaca entre 1846 y 1847, y su esposa Josefa Mariana Mantecón-Pacheco y Santibáñez (c. 1811- 31 de agosto de 1872), dama oaxaqueña dedicada a las labores domésticas.
Hay quienes afirman que Laura prefirió usar el apellido Mantecón porque era de más abolengo, obedeciendo a la costumbre muy común entre las mujeres de ese tiempo de elegir entre sus apellidos paternos y maternos. Hay otra versión, planteada por sus descendientes, donde se dice que Laura era de ascendencia alemana, de apellido Terán y Mueller. La acaudalada familia Fernández de Arteaga Mantecón dio a todos sus hijos una esmerada educación; Laura fue instruida notablemente, algo muy raro para las mujeres de su tiempo.

## Matrimonio y familia
En septiembre del año de 1860 la joven Laura, "de estatura media, de formas muy femeninas, delgada, de ojos verde claro, de mirada ligeramente triste, labios sensuales y cuello y manos muy finas"; contrajo matrimonio con el entonces teniente coronel del Ejército Conservador Manuel González, hombre apuesto y doce años mayor que ella que había enviudado el mismo año de su segundo enlace de una mujer de apellido Vázquez. Del matrimonio González Mantecón nacieron dos hijos, ambos militares, Manuel González Mantecón (20 de marzo de 1863 - 9 de abril de 1913) y Fernando González Mantecón  (6 de julio de 1865 - 25 de enero de 1937).
Recién casados, Laura y Manuel se establecieron en un pequeño departamento en el segundo piso de una vieja construcción situada en la calle de Mesones; por encima de una lechería, un estanquillo y una tortillería. Tiempo después se mudaron a la finca campestre del general González llamada El Moquetito en Tamaulipas, donde cuenta uno de sus descendientes, que Laura se ponía pantalones y laboraba en el campo dando instrucciones a los albañiles y obreros de la propiedad. Así vivieron felices por tres años, luego regresaron a la capital y el general González se fue a la guerra; y en adelante Laura iría a buscarlo cada vez que fuera apresado o herido, y a interceder ante las autoridades correspondientes –en una ocasión ante el presidente Benito Juárez– para que se le permitiera hacerse cargo personalmente de la atención y curación de su esposo.

## Vida marital
Laura Mantecón nunca llevó una vida matrimonial feliz al lado del general González, quien tenía fama desde siempre, de llevar una vida licenciosa. Lo cual era cierto; sus orgías y francachelas en los prostíbulos y en las casas de sus amistades eran cosa sabida por la sociedad y la prensa. Se afirma que mandó a traer a dos francesas y a una circasiana, expertas en artes amatorias, y que a esta última la instaló en su hacienda de Chapingo, Estado de México. Y todo esto sin el menor respeto hacia su esposa Laura. 
Desde principios del matrimonio, Laura fue maltratada físicamente –en dos ocasiones, como explicaría ella después, Manuel le provocó dos abortos–, fue privada de recursos económicos para subsistir y fue humillada. Cierta ocasión, cuando ella fue a recoger al general González al campo de batalla, éste le gritó que seguramente se había tomado la molestia de ir porque suponía que él había muerto y así estaría libre para buscar otro afecto. Sin embargo, el que tenía otras parejas era González. Durante su paso por los cargos que tuvo, casado con Laura, Manuel sostuvo relaciones pasajeras y serias con mujeres de la vida alegre y con las hijas de familias de estirpe, en las que incluso hubo hijos que él mismo reconoció.
Su cinismo fue tal que, no sólo llevaba varias relaciones simultáneamente jurándoles a cada una lealtad total; sino que incluso las llevó a vivir al hogar familiar en Peralvillo y como Laura era un obstáculo en sus conquistas, la envió a Cuernavaca con instrucciones de no volver a la capital. Laura regresó, pues el general no le daba dinero para mantenerse; él se molestó mucho y le impidió entrar a su hogar mandándola a Tacubaya, a un sitio que ni siquiera tenía cocina. Durante el cuatrienio presidencial de González, éste vivió con otra mujer en la casa de Peralvillo, donde alguna vez viviera Laura, quien desde 1878 se había distanciado de él. Ante tal descaro, Laura hubo de aguantarse pues el Jefe del Ejecutivo no podía verse envuelto en un escándalo de tales dimensiones. Laura no soportó más la humillación y un buen día, cansada y molesta, presentó una demanda de divorcio civil.

### Divorcio
El proceso de divorcio entre Laura y el general González fue muy sonado; los documentos del juicio fueron escritos a mano por la señora Mantecón. En sus propias palabras, desde que se casó, muchas ocasiones tuvo que trabajar o pedir ayuda a sus familiares porque su esposo la tenía abandonada. En varias ocasiones, Laura presenció actos vergonzosos de su marido con las sirvientas de su casa. Esto fue agravándose y el esposo se empeñaba en volver transparentes los muros de su dormitorio. La esposa se quejaba de los vicios, pasiones y eróticos instintos del marido a quien lo devoraba el demonio de la lujuria. El general era irascible y de muy mal carácter; era indecente y grosero con ella en la intimidad y en público. La maltrataba y golpeaba causándole lesiones de importancia que la obligaron a acudir al médico. La exponía a peligros llevándola o mandándola por caminos difíciles y llenos de bandidos y desertores, en compañía de soldados rasos que no la respetaban. González acusaba a Laura de ser el principal factor de sus desgracias.
Manuel le negó a Laura entrar a su propia casa; y lleva a ese lugar a una de sus queridas. Para no afectarle a González en su carrera política, en lugar de proceder jurídicamente se separa en 1878. Por siete años, Laura vivió en otra casa y una vez terminado el cuatrienio presidencial de su esposo, en 1885 puso la demanda de divorcio. Durante su periodo presidencial, Manuel aprovechó su posición de alto funcionario para cambiar los bienes conyugales a su nombre y mandó a hacer cambios al Código Civil para impedir que Laura triunfara ante la situación. La reforma que Manuel González efectuó al código en 1884, hace algunas modificaciones destinadas a afectar a aquellas mujeres que como Laura, tuvieran el atrevimiento de querer defenderse de maridos abusivos como él. Laura Mantecón se atrevió; sola, sin apoyo y sin recursos, a pelear no solo en contra de las costumbres sociales sino contra un hombre poderoso y rico. La respuesta de González fue hacer todo lo que estuvo en sus manos para hundirla. La corrió de su casa, le quitó a sus hijos, la dejó sin medios de manutención y manchó su nombre. Laura no encontró ningún abogado que quisiera hacerse cargo de su caso, ni tampoco alguien que quisiera ser testigo en contra del acusado. Recurrió con su hermana, con su cuñado y con su compadre Porfirio Díaz y los tres se negaron. El juez de lo civil encargado del caso de la señora Mantecón fue comprado por González y por lo tanto, actuó a favor de éste. Valiente y decidida, Laura insiste ante la autoridad acudiendo a un tribunal superior. Con su letra redacta, nuevamente, los documentos. Lo que deseaba era separarse de él, pero tener acceso a sus hijos y a una pensión alimenticia.

## Últimos años y muerte
Mientras todo el proceso jurídico es asimilado, Laura Mantecón, en ese tiempo de 40 años, busca trabajar para subsistir pues González se opuso a mantenerla. Primero instala una escuela elemental en la calle del Empedradillo, hoy en la calle Monte de Piedad, en la Plaza de la Constitución; cuando los maestros que colaboraban con ella renunciaron por el hostigamiento oficial, monta una casa de huéspedes en la que cuida mucho exigir que las parejas demuestren estar debidamente casadas. Pero como las autoridades siguen interviniendo en sus proyectos, se va a Estados Unidos y en Nueva York estudia medicina homeopática. Una vez en México, Laura no puede ejercer pues a las mujeres no se les permitía, de tal forma que se hace costurera y abre una tienda de ropa para dama. "Sé vivir a expensas de mi trabajo honrado sin mendigar lo que por derecho me pertenece ", declararía.
Sus esfuerzos para ganarse el sustento fueron reprochados por la autoridad, pues el juez se negó a conceder el divorcio y afirmó que ella avergonzó a su marido cuando se fue a poner establecimientos y a viajar por el extranjero sin su permiso. Al final, Laura pierde todo; los jueces de las dos instancias a las que sometió su caso se negaron a concederle el divorcio atribuyéndole enfermedad mental, desórdenes emocionales, celos enfermizos y deseos de venganza. Le quitan techo, familia y sustento dejándola en la peor de las miserias mientras su aún esposo derrocha enormes fortunas. Sus dos hijos militares se ofrecerían alguna vez a ayudarla económicamente pero ella se negó, pues eso era algo que le correspondía al general González. Laura Mantecón falleció el 14 de diciembre de 1900 en la Ciudad de México a la prematura edad de 55 años. Sus restos descansan en el Panteón Civil de Dolores, donde al fallecer, nadie elogió su persona, como se acostumbraba al perecer la esposa de algún político importante. Hoy en día, se sigue acusando a Laura de haberle hecho daño al general, de acosarlo y desprestigiarlo.